# Hot Topic
Hot Topic es una cadena estadounidense especializada en música, ropa de la cultura pop, punk y post-Hardcore y accesorios. La mayoría de las tiendas están ubicadas en centros comerciales. La primera tienda Hot Topic fue inaugurada en 1988 por Orv Madden, quien se retiró como director ejecutivo en 2000 y fue reemplazado por Betsy McLaughlin, quien dirigió la empresa hasta el año 2011. Lisa Harper recientemente asumió el cargo de director ejecutivo en marzo de 2011. La compañía salió a la bolsa y comenzó a cotizar en el NASDAQ en 1996. En 2006, Hot Topic fue puesto en el número 53 en la lista "Fortune" de las 500 mejores compañías para trabajar.
Aproximadamente el 30% de los ingresos que genera Hot Topic provienen de las ventas de camisetas oficiales. Hot Topic con frecuencia negocia acuerdos exclusivos con las patentes de los artistas de música, estudios de cine y artistas gráficos. La ropa de moda para hombres y mujeres es un punto de atracción, con productos de Lip Service, Morbid Threads, Rude, Social Collision, Royal Bones, Sanrio, Star Wars, Disney, "Social Distortion" Nintendo, Nickelodeon, famosos de internet, Invader Zim, Hopeless Records, Harry Potter, hip-hop, y más recientemente, Doctor Who, Adventure Time, Sons of Anarchy y Alice in Wonderland.
Hasta el 50% de las ventas de Hot Topic se generan por los accesorios, incluyendo gafas, marcas privadas, joyería corporal, medias, maquillaje, música y otros artículos diversos de la cultura pop. Los accesorios representan la cantidad más significativa de las ganancias para la empresa. Hot Topic impulsa el margen de beneficio por el uso de mercadotecnia y venta sugestiva. Además, es una de las compañías que más sufren de robo.